# Щетнево
Щетнево — деревня в Дмитровском районе Московской области, в составе Сельского поселения Костинское. Население — 0 чел. (2010). До 2006 года Щетнево входило в состав Костинского сельского округа.

## Расположение
Деревня расположена в восточной части района, у границы с Сергиево-Посадским, примерно в 13 км на восток от Дмитрова, на водоразделе Яхромы и Вори, высота центра над уровнем моря 215 м. Ближайшие населённые пункты — Костино на западе и Житниково, Сергиево-Посадского района, на востоке.

## Население
| 2002 | 2006 | 2010 |
| ---- | ---- | ---- |
| 1    | ↗3   | ↘0   |